# Теракт в Стамбуле (2001)
Теракт в Стамбуле — террористический акт, совершённый 10 сентября 2001 года в районе Бейоглу города Стамбул одноимённого ила Турецкой Республики.
Около 18 часов 30 минут по местному времени террорист-смертник Угур Бюльбюль, член Революционной народно-освободительной партии-фронта, вышедший на свободу полгода назад, активировал взрывное устройство близ издательства «Vakıf Leasing-National Education» и рестораном китайской кухни на улице Инёню, которая ведёт к площади Таксим.
В результате взрыва скончалось 4 человека: сам террорист, двое полицейских (Ибрагим Доган и Тунджай Караташ) и 23-летняя туристка из Австралийского Союза Аманда Ригг, получившая смертельные раны и умершая 13 сентября. Кроме того, было ранено 23 человека, среди которых 17 полицейских и 6 гражданских лиц.
Тела некоторых погибших были найдены за 150 метров от места происшествия и даже на крышах домов.
Президент Турецкой Республики Ахмет Недждет Сезер и премьер-министр Турецкой Республики Мустафа Бюлент Эджевит выразили соболезнование семьям погибших и осудили действия террористов.